# گوشواره (معماری ایرانی)
گوشواره، سازه‌ای جهت تبدیل مربع به هشت ضلعی برای اجرای گنبد. پیش آمدگی کنج داخل بنا که با کمک آن می‌توان مقاطع چهار ضلعی را به ۸، ۱۶، ۳۲ و در نهایت به دایره تبدیل کرد.